# برامولو
برامولو عرفت بانها بلدية تقع في مدينة تورين الحضارية في المنطقة بيدمونت الإيطالية وتبعد حوالي 40 كيلو ميتر (25 ميل) جنوب غرب تورين.